# Saint-Chrysostome
Saint-Chrysostome är en kommun och tätort (centre de population) i provinsen Québec i Kanada. Den ligger i regionen Montérégie, i den sydöstra delen av landet, 150 km öster om huvudstaden Ottawa. Kommunen bildades 1999 genom sammanslagning av bykommunen med samma namn och socknen Saint-Jean-Chrysostome.